# SV Ahlerstedt/Ottendorf
Die SV Ahlerstedt/Ottendorf (vollständig: Spielvereinigung Ahlerstedt/Ottendorf 1970 e. V.) ist ein Fußballverein aus den Orten Ahlerstedt und Ottendorf der Gemeinde Ahlerstedt im niedersächsischen Landkreis Stade. Am 1. Juli 1970 schlossen sich die Fußballabteilungen des im Jahre 1903 gegründeten MTV Ahlerstedt und des SV Blau-Weiß Ottendorf zu einer Spielgemeinschaft zusammen. Im Jahre 1988 fusionierten die Abteilungen beider Vereine, um den Aufstieg in die Landesliga wahrnehmen zu können.
Die erste Fußballmannschaft der Frauen spielt in der viertklassigen Oberliga Niedersachsen. Von 2004 bis 2015 spielte die Mannschaft in der drittklassigen Regionalliga Nord. Die erste Herrenmannschaft spielt nach dem Abstieg 2023 in der sechstklassigen Landesliga Lüneburg.

## Frauenfußball

### Geschichte
Die Frauenfußballabteilung wurde im Jahre 1981 gegründet. Im Jahre 2004 wurde die Mannschaft Meister der damals drittklassigen Niedersachsenliga Ost, verlor dann aber das Endspiel um die Niedersachsenmeisterschaft gegen die FSG Twist mit 1:2 nach Verlängerung. Wegen der Einführung der 2. Bundesliga gelang dennoch der Aufstieg in die nunmehr drittklassige Regionalliga Nord. Die Mannschaft wurde dort in den Spielzeiten 2004/05, 2008/09 und 2013/14 jeweils Vierter. In der Spielzeit 2009/10 wurde mit Rang drei die bislang beste Abschlussplatzierung erreicht. In der Saison 2014/15 stieg die Mannschaft als Tabellenletzter in die Oberliga Niedersachsen ab, wo die Mannschaft seitdem antritt.
Die Frauen des SV Ahlerstedt/Ottendorf erreichten in den Jahren 2005 und 2014 jeweils das Endspiel um den Niedersachsenpokal. Dort unterlag die Mannschaft 2005 dem Verein SuS Timmel mit 0:4 und 2014  dem SV Union Meppen mit 1:2. Damit verpasste die Mannschaft beide Male die Qualifikation für den DFB-Pokal.

### Erfolge
- Aufstieg in die Regionalliga Nord: 2004
- Niedersachsenpokalfinalist: 2005, 2014

## Männerfußball

### Geschichte
Die Männer der SV Ahlerstedt/Ottendorf starteten im Jahre 1970 in der Bezirksklasse Stade-Mitte, in der beide Stammvereine zuvor spielten. Bereits drei Jahre später gelang der Aufstieg in die Bezirksliga. Im Jahre 1976 gelang der Aufstieg in die Verbandsliga Nord, der damals zweithöchsten niedersächsischen Amateurliga, wo die Mannschaft zwei Jahre lang spielte. Nach dem Abstieg dauerte es zehn Jahre, bevor die Ahlerstädter unter Trainer Reinhard Böckmann mit dem Aufstieg in die Landesliga West in die Fünftklassigkeit zurückkehrte. Nach einer Saison wechselte die Mannschaft in die Ostgruppe, wo die Mannschaft im Jahre 1991 unter Trainer Elmar Breuer mit Rang fünf den Zenit erreichte. Drei Jahre später wurden die Ahlerstädter nach einer Ligareform in die Landesliga Lüneburg eingeteilt.
Hier wurde die Mannschaft in der Saison 1994/95 Vizemeister hinter dem Rotenburger SV, konnte aber in den folgenden Jahren nicht mehr an diesen Erfolg anknüpfen und fiel ins Mittelfeld zurück. In der Saison 2008/09 wurde die Mannschaft Meister und stieg in die Oberliga Niedersachsen-Ost auf. Dort erreichten die Ahlerstedter zwar den zwölften Platz, musste aber aufgrund einer Ligareform wieder absteigen. Im Jahre 2016 stieg die Mannschaft erstmals nach 37 Jahren in die Bezirksliga ab. Bereits in der folgenden Saison 2016/17 in die Landesliga zurückkehren. Fünf Jahre später gelang der Aufstieg in die Oberliga Niedersachsen, dem allerdings in der Saison 2022/23 der direkte Wiederabstieg folgte. 2025 wurden die Ahlerstedter Vizemeister der Landesliga hinter dem Lüneburger SK Hansa.

### Erfolge
- Meister der Bezirksoberliga/Landesliga Lüneburg: 1988, 2009, 2022
- Bezirkspokalsieger Stade: 1976[8]
- Bezirkspokalsieger Lüneburg: 2002, 2008, 2015[9]

## Stadion
Die Heimspiele werden im Stadion am Auetal in Ahlerstedt ausgetragen, das Platz für 1500 Zuschauer bietet.

## Persönlichkeiten
- Tobias Duffner, wurde Drittligaspieler bei Kickers Emden und Werder Bremen II
- Jannik Löhden, wurde Drittligaspieler bei Werder Bremen II
- Lena Petermann, wurde deutsche Nationalspielerin
- Moritz Seiffert, wurde Drittligaspieler beim FC Viktoria 1889 Berlin
- Jannes Wulff, wurde Drittligaspieler beim VfL Osnabrück und schoss diese in der Saison 2022/23 in die Zweite Bundesliga.